# Афрофутуризм

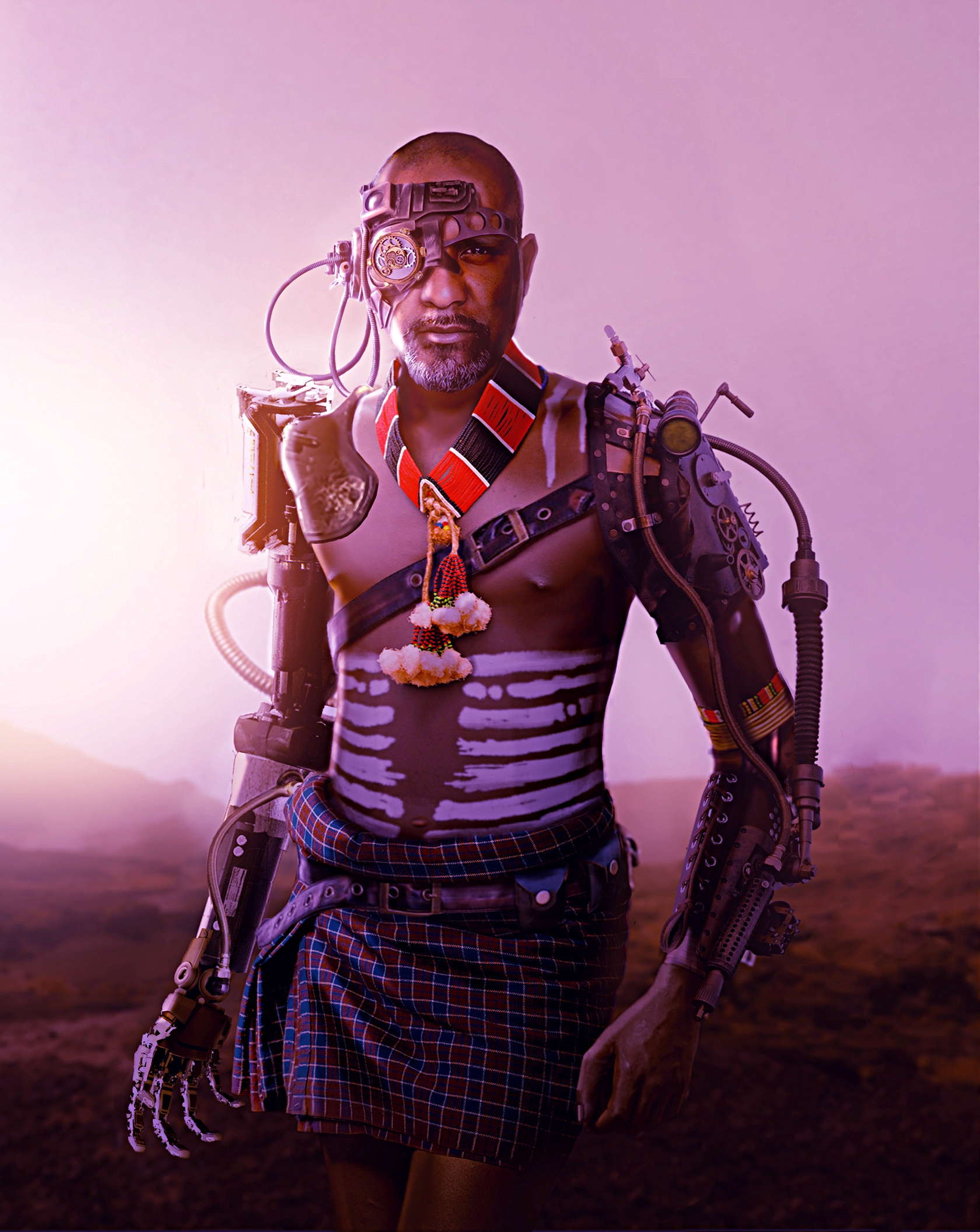
«Кіборг Серенґеті», художнє зображення афрофутуризму Фануеля Леуля

Афрофутуризм (англ. Afrofuturism) — культурна естетика, філософія науки та історії, що досліджує перетин культури африканської діаспори з наукою та технологіями. Він звертається до тем і проблем африканської діаспори через технокультуру та фантастику, охоплюючи широкий спектр медіа та митців, яких об'єднує спільний інтерес до бачення майбутнього чорношкірих, що випливає з досвіду афродіаспори. Хоча афрофутуризм найчастіше асоціюється з науковою фантастикою, він також може охоплювати інші жанри, такі як фентезі, альтернативна історія та магічний реалізм. Термін був введений Марком Дері, американським культурним критиком у 1993 році, і досліджувався наприкінці 1990-х років у розмовах під керівництвом Алондри Нельсон.
Іташа Л. Вомак, письменниця, авторка книги «Афрофутуризм: Світ чорної науково-фантастичної та фентезійної культури», визначає його як «перетин уяви, технологій, майбутнього та визволення». Вона також наводить цитату кураторки Інґрід ЛаФлер, яка визначає його як «спосіб уявити можливе майбутнє крізь призму чорної культури». Кеті Браун перефразовує роботу Беннета Каперса 2019 року, стверджуючи, що афрофутуризм — це «мислення як вперед, так і назад, з тривожним минулим, тривожним сьогоденням, але з надією на процвітання в майбутньому». Інші стверджують, що цей жанр є «пластичним», об'єднуючи технології, африканську культуру тощо.
Серед знакових афрофутуристичних творів — романи Семюела Р. Ділейні та Октавії Батлер, полотна Жан-Мішеля Баскії та Анжелбера Метоєра, фотографії Рене Кокса, відверто позаземні міфи Парламенту-Функаделіки, партнерство Гербі Генкока з Робертом Спрінґеттом та іншими візуальними митцями, розвиток використання синтезаторів, гурти Jonzun Crew, Warp 9, Deltron 3030, Kool Keith, Сан Ра та супергерой коміксів американського видавництва Marvel Comics — Чорна пантера.

## Кінематограф
У кінематографі афрофутуризм — це включення історії та культури чорношкірих людей у науково-фантастичні фільми та суміжні жанри. Ешлі Кларк з The Guardian заявила, що термін «афрофутуризм» має «аморфну природу», але що фільми афрофутуристів «об'єднані однією ключовою темою: зосередження міжнародного досвіду чорношкірих в альтернативних та вигаданих реальностях, будь то художня чи документальна, минуле чи сьогодення, наукова фантастика чи пряма драма». Ґленн Кенні з New York Times вважає, що «афрофутуризм помітніший у музиці та графічному мистецтві, ніж у кіно, але є фільми, які висвітлюють це поняття по-різному».
З виходом фільму «Чорна пантера» від Marvel Studios у 2018 році афрофутуризм опинився в центрі уваги світової кінематографії. Лише в Північній Америці він увійшов в історію як третій за касовими зборами фільм в історії, відродивши інтерес до афрофутуризму. Він кинув виклик стереотипам про Африку як про країну, вражену хворобами та війнами, і розпалив почуття гордості чорношкірим глядачам.